# 竖井街道
竖井街道，是中华人民共和国辽宁省本溪市溪湖区下辖的一个乡镇级行政单位。2019年，撤销竖井街道，将竖井、高山、黑金、宝藏、华阳、华丰6个社区划归彩屯街道管辖。

## 行政区划
竖井街道下辖以下地区：
竖井社区、华阳社区、宝藏社区、黑金社区、高山社区和华丰社区。